# 谢尔布尔县
谢尔布尔（Sherpur District）为孟加拉国迈门辛专区辖县，地处孟加拉国东北部。县境北与印度梅加拉亚邦接壤，东部与迈门辛县交界，南部、西部与杰马勒布尔县相连。全县年平均降雨量2,174毫米，平均气温12°C（最低）至33.3°C（最高）。县域总面积1,363.76平方公里，总人口1,246,511人（1991）。全县共分置5乡（乌帕齐拉），下辖1自治市；行政机构驻谢尔布尔镇。